# Elsäkerhetsverket
Elsäkerhetsverket är en svensk förvaltningsmyndighet och tillsynsmyndighet för tekniska säkerhetsfrågor inom elområdet och sorterar under Klimat- och näringslivsdepartementet. Elsäkerhetsverket bildades år 1993. Myndigheten har sedan 1 december 2007 huvudkontor i Kristinehamn med regionala tillsynskontor i Hässleholm, Kristinehamn, Stockholm och Umeå och har cirka 50 medarbetare.
Elsäkerhetsverket har visionen "trygg och störningsfri el" och arbetar för hög elsäkerhet och för att elektriska utrustningar inte ska störa varandra.
Till Elsäkerhetsverket finns Elsäkerhetsrådet knutet. Elsäkerhetsrådet har till uppgift att biträda verket i frågor om elsäkerhet och har insyn i myndighetens verksamhet. I Elsäkerhetsrådet sitter förutom generaldirektören upp till nio ledamöter som tillsätts av generaldirektören.
Myndigheten är genom delegering från regeringen ansvarigt för elsäkerhet samt för elektromagnetisk kompatibilitet – EMC under den särskilda lagen om EMC.
Detta sköts bland annat genom att verket:
- Ger ut föreskrifter för elsäkerhet och EMC med stöd av elsäkerhetslagen och EMC-lagen.
- Prövar och utfärdar auktorisation till elinstallatörer, tidigare benämnt behörighet.
- Utövar tillsyn av elanläggningar och elinstallationsföretag bland annat genom inspektioner som utförs av verkets elinspektörer och överinspektörer.
- Medverkar vid utredning av elolycksfall och elbränder.
- Utför marknadskontroll av elmateriel och kan utfärda försäljningsförbud på produkter som inte uppfyller kraven.
- Medverkar inom standardisering inom SEK Svensk Elstandard genom vilket arbete även sker internationellt inom CENELEC (europeiskt) och IEC (globalt).
- Samverkar med Elektriska Nämnden vilken finns inom Brandskyddsföreningen Sverige.
- Samarbetar med det samordnande och rådgivande organet Telestörningsnämnden.
- Elsäkerhetsverket medverkar i Nordiska kommittén för samordning av elektriska säkerhetsfrågor (NSS) tillsammans med representanter från elsäkerhetsmyndigheter i Danmark, Finland, Färöarna, Grönland, Island, Norge och Åland.

Generaldirektörer med tjänstgöringsperioder:
- Lars Ljung, 1 januari 1993 – 31 december 1999
- Jaak Nöu (vikarie), 1 januari 2000 – 31 mars 2000
- Jörgen Andersson, 1 april 2000 – 28 februari 2001
- Jaak Nöu (vikarie), 1 mars 2001 – 31 december 2001
- Gunnel Färm, 1 januari 2002 – 31 maj 2008
- Magnus Olofsson, 1 juni 2008 – 31 januari 2011
- Ingrid Öhlén (vikarie), 1 februari 2011 – 30 april 2011
- Elisabet Falemo, 1 maj 2011 – 31 juli 2020
- Anders Persson, 1 augusti 2020 –

## Historik
År 1902 utfärdades Ellagen och år 1903 inrättades Statens Elektriska Inspektion . Under det första året 1903 anslogs medel för fyra inspektörer medan det för år 1904 endast gavs finansiering för två inspektörer. År 1905 fanns återigen utrymme för fyra inspektörer . 
Kommerskollegii föreskrifter om elektriska anläggningar från 1904 var de första starkströmsföreskrifterna som baserades på bestämmelser av Svenska brandtarifföreningen (inrättad av försäkringsbranschen) och Svenska Teknologföreningen. År 1919 föreskrevs i den så kallade behörighetsförordningen att elektriska installationer endast får utföras av behöriga installatörer godkända av Kommerskollegium.
Som ett resultat av SOU 1963:69 Lokalisering av statlig verksamhet, omlokaliserades distrikten inom Statens Elektriska Inspektion från Gamla Stan i Stockholm till fem nya kontor. I samband med omlokaliseringen tillkom ett distrikt genom att det norra distriktet delades i två nya distrikt.
- Södra distriktet inrättas i Hässleholm år 1964
- Västra distriktet inrättas i Kristinehamn år 1967
- Nedre norra distriktet inrättas i Hudiksvall år 1967
- Övre norra distriktet inrättas i Skellefteå år 1967
- Östra distriktet inrättas i Skärholmen i Stockholm år 1968

Under de följande åren hände följande:
- 1973 – Elsäkerhetsmyndigheten överförs från Kommerskollegium till statens industriverk, SIND.
- 1983 – Statens energiverk, STEV, bildas och tar över elsäkerhetsbyrån och Statens Elektriska Inspektion.
- 1991 – Närings- och teknikutvecklingsverket, NUTEK, tar över elsäkerhetsbyrån och blir även chefsmyndighet för Statens Elektriska Inspektion.
- 1993 – Elsäkerhetsverket bildas efter ett regeringsbeslut att samla elsäkerhetstillsynen inom Statens Elektriska Inspektion och dess dåvarande chefsmyndighet NUTEK inom en myndighet. Elsäkerhetsverket skapas genom sammanslagning av de fem regionala enheterna inom Statens Elektriska Inspektionen samt elsäkerhetsbyrån vid NUTEK. Utredaren Lars Ljung blir verkets förste generaldirektör.
- 2000 – En organisatorisk förändring genomförs både på central och regional nivå. Distriktskontoren i Hudiksvall och Kristinehamn avvecklas.
- 2005 – Regeringen beslutar om flytt av ledning, administration och produktsäkerhet från Stockholm till Kristinehamn.
- 2008 – Elsäkerhetsverkets nya huvudkontor i Kristinehamn invigs av Värmlands landshövding Eva Eriksson.
- 2009 – Elsäkerhetsverkets nya tillsynskontor i Umeå öppnas den 1 juli i samma lokaler som Arbetsmiljöverket. Kontoret i Skellefteå avvecklas.
- 2009 – Elsäkerhetsverket tillsynskontor i Stockholm samlokaliseras med Arbetsmiljöverkets tillsynskontor vid Fridhemsplan från den 21 december 2009.
- 2016 – Riksdagen fattar beslut om ny elsäkerhetslag (2016:732) med tillämpliga delar ur ellagen samt nya regler för elinstallationsarbete.
- 2017 – Elsäkerhetslagen träder i kraft (1 juli 2017).